# ميناء رادس
ميناء رادس هو ميناء تجاري حكومي يقع في مدينة رادس التونسية. أسس سنة 1988. وهو مينـاء متخصص في حركة الحاويات والحدات السيارة.

## وصلات خارجية
- ديوان البحرية التجارية والمواني
- دليل ديوان البحرية التجارية والموانئ على موقع اتحاد الموانئ البحرية العربية